# Hjalte Wiberg
Hjalte Ewert Wiberg, född den 9 mars 1899 i Göteborg, död den 14 april 1976 i Viskafors, Älvsborgs län, var en svensk militär och idrottsledare.
Wiberg blev fänrik vid Göta artilleriregemente 1920, löjtnant där 1923 och kapten där 1935. Han befordrades till major vid Norrlands artilleriregemente 1941, till överstelöjtnant vid Smålands artilleriregemente 1946 och till överste i reserven 1951. Wiberg var chef för artilleriets kadettskola 1945–1946 och befälhavare i Uddevalla försvarsområde (från 1958 benämnt Älvsborgs försvarsområde) 1950–1959. Han var ordförande för Örgryte idrottssällskap 1938–1941. Wiberg blev riddare av Svärdsorden 1941 och kommendör av samma orden 1958.